# Dean Smith (futbolista)
Dean Smith (West Bromwich, Staffordshire, Inglaterra; 19 de marzo de 1971) es un entrenador y exjugador de fútbol inglés. Actualmente dirige al Charlotte FC de la Major League Soccer.
Como jugador se desempeñaba en la posición de defensa central, hasta su retiro en Port Vale en 2005.

## Trayectoria

### Como jugador
Comenzó su carrera en el Walsall en 1989, donde estuvo por cinco años y jugó 166 encuentros de liga y copa. Fichó por el Hereford United en 1994 y tres años después llegó al Leyton Orient. 
Jugó seis años en el Orient, donde jugó más de 300 encuentros en todas las competiciones. En 2003 fichó por el Sheffield Wedenesday, donde solo jugó una temporada. 
Su último club como jugador fue el Port Vale, donde se retiró en enero de 2005. 
Anotó 54 goles en 566 partidos de liga en sus 16 años de carrera en la English Football League.

### Como entrenador
Luego de su retiro regresó al Leyton Orient, donde trabajó como entrenador asistente hasta enero de 2009. Llegó al Walsall donde dirigió a las inferiores del club desde julio de 2009, para luego ser el entrenador del primer equipo en enero de 2011. Salvó al Walsall del descenso en sus primeros cuatro meses a cargo y llevó al equipo a la final del English Football League Trophy en 2015. Dejó el Walsall en noviembre de 2015, para dirigir al Brentford.
Fue nombrado nuevo entrenador del Aston Villa en octubre de 2018, con John Terry como su asistente.
En su primera temporada en Villa Park. Logró el ascenso al derrotar por 1-2 en la final de play-off al Derby County.
En la primera temporada de regreso a la Premier League y con una fuerte inversión, logró mantener al club, quedando en la posición 17°. El partido más polémico de esa temporada fue el partido de la fecha 29 contra el Sheffield United. En dónde al equipo de Yorkshire no le validaron un gol, a pesar de que la pelota había traspasado la línea, el partido acabó 0-0. Y esto a la larga significó la salvación del Aston Villa. Lo que condenó al Bournemouth, el cual presentó una demanda que no llegó a nada. En noviembre de 2021, fue despedido por el Aston Villa después de ganar 3 partidos de 11.
Sin embargo, unos días después fichó por el Norwich City y firmó un contrato por dos años y medio. El 27 de diciembre de 2022, fue despedido a causa de los malos resultados, dejando al equipo 5° clasificado con 35 puntos a 12 puntos del líder Burnley.
El 10 de abril de 2023, fue anunciado como entrenador del Leicester City hasta el final de la temporada. Aseguró nueve puntos en sus encuentros a cargo, que no fueron suficientes para que el club saliera de la zona de descenso.
El 12 de diciembre de 2023, Smith fue confirmado como entrenador del Charlotte FC.

## Estadísticas

### Como jugador
Fuente:
| Walsall Inglaterra              | 2.ª           | 1988-89       | 15  | 0  | 0  | 0 | 0 | 0 | 0  | 0 | 15  | 0  |
| Walsall Inglaterra              | 3.ª           | 1989-90       | 7   | 0  | 1  | 0 | 0 | 0 | 0  | 0 | 8   | 0  |
| Walsall Inglaterra              | 4.ª           | 1990-91       | 33  | 0  | 2  | 0 | 0 | 0 | 5  | 0 | 40  | 0  |
| Walsall Inglaterra              | 4.ª           | 1991-92       | 9   | 0  | 0  | 0 | 0 | 0 | 2  | 0 | 11  | 0  |
| Walsall Inglaterra              | 3.ª           | 1992-93       | 42  | 1  | 0  | 0 | 0 | 0 | 9  | 0 | 51  | 1  |
| Walsall Inglaterra              | 3.ª           | 1993-94       | 36  | 1  | 1  | 0 | 0 | 0 | 4  | 0 | 41  | 1  |
| Walsall Inglaterra              | Total club    | Total club    | 142 | 2  | 4  | 0 | 0 | 0 | 20 | 0 | 166 | 2  |
| Hereford United Inglaterra      | 4.ª           | 1994-95       | 35  | 3  | 2  | 0 | 0 | 0 | 8  | 1 | 45  | 4  |
| Hereford United Inglaterra      | 4.ª           | 1995-96       | 40  | 8  | 4  | 0 | 0 | 0 | 9  | 4 | 53  | 12 |
| Hereford United Inglaterra      | 4.ª           | 1996-97       | 42  | 8  | 1  | 0 | 0 | 0 | 5  | 2 | 48  | 10 |
| Hereford United Inglaterra      | Total club    | Total club    | 117 | 19 | 7  | 0 | 0 | 0 | 22 | 7 | 146 | 26 |
| Leyton Orient Inglaterra        | 4.ª           | 1997-98       | 43  | 9  | 2  | 1 | 0 | 0 | 6  | 0 | 51  | 10 |
| Leyton Orient Inglaterra        | 4.ª           | 1998-99       | 37  | 9  | 5  | 1 | 0 | 0 | 7  | 0 | 49  | 10 |
| Leyton Orient Inglaterra        | 4.ª           | 1999-2000     | 44  | 4  | 2  | 1 | 0 | 0 | 4  | 0 | 50  | 5  |
| Leyton Orient Inglaterra        | 4.ª           | 2000-01       | 43  | 5  | 4  | 0 | 0 | 0 | 7  | 0 | 54  | 5  |
| Leyton Orient Inglaterra        | 4.ª           | 2001-02       | 45  | 2  | 4  | 1 | 0 | 0 | 2  | 1 | 51  | 4  |
| Leyton Orient Inglaterra        | 4.ª           | 2002-03       | 27  | 3  | 2  | 0 | 0 | 0 | 4  | 0 | 33  | 3  |
| Leyton Orient Inglaterra        | Total club    | Total club    | 239 | 32 | 19 | 4 | 0 | 0 | 30 | 1 | 288 | 37 |
| Sheffield Wednesday Inglaterra  | 2.ª           | 2002-03       | 14  | 0  | 0  | 0 | 0 | 0 | 0  | 0 | 14  | 0  |
| Sheffield Wednesday Inglaterra  | 3.ª           | 2003-04       | 41  | 1  | 2  | 0 | 0 | 0 | 5  | 0 | 48  | 1  |
| Sheffield Wednesday Inglaterra  | Total club    | Total club    | 55  | 1  | 2  | 0 | 0 | 0 | 5  | 0 | 62  | 1  |
| Port Vale Inglaterra            | 3.ª           | 2004-05       | 13  | 0  | 0  | 0 | 0 | 0 | 2  | 1 | 15  | 1  |
| Port Vale Inglaterra            | Total club    | Total club    | 13  | 0  | 0  | 0 | 0 | 0 | 2  | 1 | 15  | 1  |
| Total carrera                   | Total carrera | Total carrera | 566 | 54 | 32 | 4 | 0 | 0 | 79 | 9 | 677 | 67 |
| (1) Incluye datos de la FA Cup. |               |               |     |    |    |   |   |   |    |   |     |    |

### Como entrenador
| Club           | País           | Año       | PJ  | PG  | PE  | PP  | Efectividad |
| -------------- | -------------- | --------- | --- | --- | --- | --- | ----------- |
| Walsall        | Inglaterra     | 2011-2015 | 260 | 84  | 96  | 80  | 44.62%      |
| Brentford      | Inglaterra     | 2015-2018 | 143 | 57  | 35  | 51  | 48.02%      |
| Aston Villa    | Inglaterra     | 2018-2021 | 139 | 55  | 28  | 56  | 46.28%      |
| Norwich City   | Inglaterra     | 2021-2022 | 56  | 16  | 12  | 28  | 35.71%      |
| Leicester City | Inglaterra     | 2023      | 8   | 2   | 3   | 3   | 37.5%       |
| Charlotte FC   | Estados Unidos | 2023-Act. | 70  | 29  | 16  | 25  | 49.05%      |
| Total          | Total          | Total     | 676 | 243 | 190 | 243 | 45.32%      |